# 2. padalska brigada (Združeno kraljestvo)
Za druge 2. brigade glej 2. brigada.
2. padalska brigada (izvirno angleško 2nd Parachute Brigade) je bila padalska enota Britanske kopenske vojske med drugo svetovno vojno.

## Zgodovina
Brigada je bila ustanovljena leta 1942 iz 3 bataljonov.
Februarja 1948 je bila brigada izvzeta iz 6. zračnoprevozne divizije in bila premeščena v Nemčijo kot del BAOR..
Julija 1948 je bila brigada preoblikovana v 16. (samostojno) padalsko brigadno skupino.

## Zgradba
1942
- Štab
- 4. padalski bataljon
- 5. (škotski) padalski bataljon (bivši 7. bataljon Kraljičinih kamerunskih gorjancev)
- 6. (kraljevi valižanski) padalski bataljon (bivši 10. bataljon Kraljevih valižanskih fuselirjev)

1945
- Štab
- 4. padalski bataljon
- 5. padalski bataljon
- 6. padalski bataljon